# Nell Brinkley
Pour les articles homonymes, voir Brinkley.
Nell Brinkley (5 septembre 1886 - 21 octobre 1944) est une illustratrice américaine.

## Biographie

### Débuts
Nell Brinkley naît en 1886 à Edgewater dans l'état du Colorado. À 16 ans, elle est engagée par le Denver Post avec un salaire de 7$ par semaine. Son trait est encore faible et cela lui vaut d'être surnommée dans la rédaction « la petite barbouilleuse »,. Elle démissionne finalement après un an qui n'a pas été vain car elle s'est rapidement améliorée. Aussi, en 1906, elle commence à travailler pour un autre journal de Denver The Denver Times. Elle quitte cette ville au bout de deux ans pour exercer à New York. Elle se rend au New Yok Evening Journal où le responsable Arthur Brisbane lui propose de dessiner des comic strips. Elle refuse car elle veut continuer à être dessinatrice de presse. Brisbane l'engage malgré tout bien qu'il ne sache encore où mettre en avant ses dessins. Le 26 novembre 1907, son premier travail illustré est tout de même placé dans la page des comics. C'est encore le cas le lendemain mais le 30 novembre son article illustré se retrouve dans les pages femmes du journal. Comme son style plaît aux lecteurs, Brisbane la retire de cette rubrique et le 13 décembre elle est en page 2. Elle couvre alors une course cycliste dans une série d'articles intitulés Six-Days Race as a Woman Sees it. Le 21 elle est dans les pages art où elle rend compte de l'opérette La Veuve joyeuse.Enfin le 6 janvier 1908, lui est confié la tâche de couvrir le procès de Harry K. Thaw et de sa femme Evelyn Nesbit. Elle accompagne la journaliste Dorothy Dix qui travaille pour le New Yok Evening Journal depuis plusieurs années. Les dessins de Nell Brinkley sont alors en page 2. Elle dessine de nombreuses fois Evelyn Nesbitt et l'interviewe même.  

### Brinkley Girls
En 1908, elle fait publier ses premiers dessins mettant en scène des jeunes femmes dénommées plus tard les Brinkley girls. En 1913, elle dessine une couverture en couleur pour l'American Sunday Magazine publié par Hearst mais l'essentiel de son travail consiste en des illustrations en noir et blanc sous lesquels elle ajoute des commentaires. C'est seulement à partir du 31 mars 1918 que Nell Brinkley commence une histoire à suivre en couleur qui apparaît sur la couverture du magazine The American Weekly. Cette histoire s'intitule Golden Eyes and Her Hero, Bill et dure jusqu'en 1920. Immédiatement après Nell Brinkley crée une nouvelle série intitulée Kathleen and the Great Secret qui dure dix-huit semaines en 1920 et 1921. Une troisième série intitulée Betty and Billy and their Love Through the Ages dure vingt-deux semaines. Après celle-ci, Nell Brinkley change de style dans l'écriture et le dessin et ses histoires mettent plutôt en avant des garçonnes. Certaines de ses illustrations se rapprochent parfois de la bande dessinée en juxtaposant plusieurs dessins sur la même page afin de raconter une histoire.
Elle se marie avec un homme de douze ans son cadet mais en divorce en 1936, après l'avoir surpris avec sa maîtresse. En 1937, elle cesse de dessiner des strips. Cependant, elle continue à travailler irrégulièrement en illustrant des livres ou des magazines. Elle meurt en 1944.

## Créations

### Les Brinkley Girls
Les Brinkley girls se caractérisent par leur air enjoué et leur chevelure bouclée. Elles semblent plus libres que celles qui étaient montrées auparavant dans les magazines et dont les Gibson girls dessinées par Charles Dana Gibson étaient le modèle. Grâce à ce succès, des jeunes femmes les imitent. Elles deviennent des sujets de chanson, des actrices et danseuses, dont Mae Murray, reprennent leur style de coiffure et apparaissent dans les Ziegfeld Follies. Par ailleurs une bande dessinée leur est consacrée dans les journaux du groupe Hearst et dans le magazine anglais The Sketch. Elles sont utilisées dans des publicités pour du maquillage et des produits servant à friser les cheveux et le nom de Nell Brinkley est inscrit sur ceux-ci.

### Séries

#### Golden Eyes and Her Hero, Bill
Dans cette série, l'héroïne, Golden Eyes, est fiancée à un jeune homme Bill qui doit partir combattre en Europe durant la Première Guerre mondiale. Bill lui laisse avant de partir son chien : un colley nommé Uncle Sam. Après quelques aventures aux États-Unis, Uncle Sam arrête un espion allemand dans le jardin de Golden Eyes. Celle-ci part alors en Europe avec le chien pour retrouver Bill. S'ensuivent des aventures contre les allemands dans lesquelles Golden Eyes joue un rôle important et sauve Bill. La série s'achève sur leur mariage et le retour du couple aux États-Unis.

#### Kathleen and the Great Secret
De nouveau Brinkley raconte une histoire dans laquelle l'héroïne tient un rôle prépondérant. Kathleen est fiancée à un scientifique dont l'invention est convoitée par des espions. Lorsque celui-ci est kidnappé, Kathleen part le secourir et parvient à le libérer.

#### Betty and Billy and their Love Through the Ages
Il s'agit cette fois d'un couple qui, dans une boule de cristal, découvre ses vies précédentes de la préhistoire à la révolution américaine.

#### What Went Wrong With Love?
À partir de 1936, elle crée cette série dont l'origine est son désenchantement après son divorce.

## Analyse

### Dessin

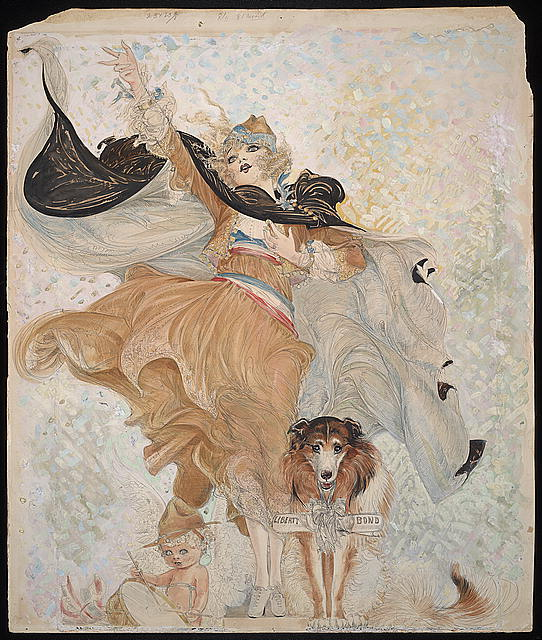
Golden Eyes avec son chien Uncle Sam (dessin de 1918)

Le dessin de Nell Brinkley se caractérise par l'élégance du trait et le souci du détail. Le style est romantique et tire vers le sentimentalisme. Ses trois premières séries sont graphiquement marquées par l'art nouveau alors que par la suite l'influence est plutôt du côté de l'art déco.

### Écriture
Les textes des séries publiées dans l'American Weekly paraissent selon Trina Robbins « exagérés » mais cela correspond au style de l'époque et est à rapprocher de l'écriture des films muets. Ceci est surtout vrai dans ses premières séries dans lesquelles les héroïnes vivent des aventures extraordinaires auxquelles correspond une écriture flamboyante. Par la suite, quand ses histoires ne portent plus sur des enjeux vitaux, le style est aussi plus simple. Cependant, elles montrent constamment une revendication féministe. Le modèle féminin qui est proposé est celui d'une femme qui cherche à s'imposer et Nell Brinkley met en valeur des femmes telles que Eleanor Roosevelt, Première dame des États-Unis ou l'aviatrice Amelia Earhart. Durant toutes les années 1910 et 1920, Nell Brinkley propose souvent des dessins dont le thème est le travail des femmes, le sport féminin et le droit de vote pour celles-ci.

## Postérité
Bien que les Brinkley Girls, après avoir été un phénomène de mode pendant plusieurs années, aient disparu et que leur souvenir se soit effacé (alors que les Gibson girls sont encore connues), l'art de Nell Brinkley a influencé plusieurs artistes féminines dont Ethel Hays, Phyllis Muchow, Violet Barclay, Hilda Terry, Marty Links, Selby Kelly, Dale Messick, auteure du comic strip Brenda Starr, Reporter, ou Trina Robbins. De plus, quand son succès de l'ampleur, quasiment chaque journal propose des illustrations romantiques, le plus souvent dessinées par des femmes dans un style imitant celui de Nell Brinkley.
En 2008, elle a été inscrite au Temple de la renommée des auteures de bande dessinée par l'association féministe Friends of Lulu. En 2020, elle est inscrite au Temple de la renommée Will Eisner, principale distinction du genre aux États-Unis, par l'organisation du Comic Con de San Diego.